# Julius Mankell

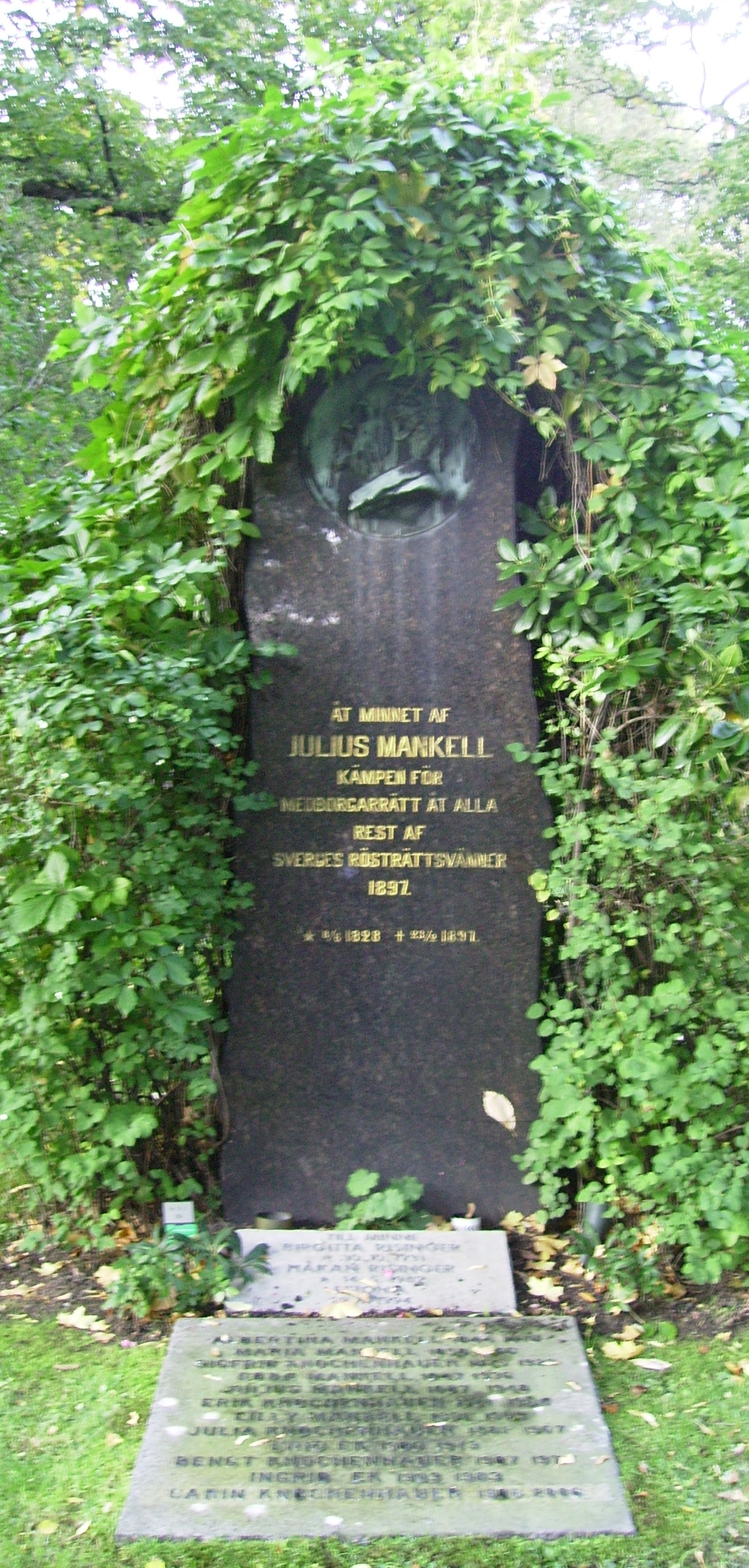
Julius Mankells gravvård på Norra begravningsplatsen i Stockholm.

Julius Mankell, född 8 juni 1828 i Stockholm, död där 23 februari 1897, var en svensk militär, militärhistoriker och politiker (liberal). 

## Biografi

### Militärteoretikern
Mankell utexaminerades som artilleriofficer 1849, blev kapten 1865 och tog avsked 1874. Han deltog i 1863 års polska uppror och satt också i österrikiskt fängelse i augusti samma år. Mellan 1868 och 1871 var han lärare i befästningskonst vid Sjökrigsskolan. Han var en av det svenska 1800-talets mest produktiva militära författare; han utgav bland andra Anteckningar rörande svenska Regementenas historia från 1863, och Uppgifter rörande svenska krigsmagtens styrka, sammansättning och fördelning sedan slutet av 1500-talet från 1865. Han var ledamot av Kungliga Krigsvetenskapsakademien.
Mankell introducerade som översättare Carl von Clausewitz 1855 i en mindre skrift Krigföringens vigtigaste grundsatser. Mest betydande är Studier öfver svensk skärgårds-flottans historia, krigssätt och användande vid Sveriges försvar (1855). För Mankell var sjöstridskrafter för strid i skärgårdsmiljö en överlevnadsfråga för Sverige. Rent organisatoriskt ansåg han att skärgårdsflottan borde skiljas ut från örlogsflottan. Sverige hade enligt honom inte råd med en örlogsflotta på stormaktsnivå – därför fokuserade han på skärgårdsflottan. 
För Mankell avgjordes kriget alltid till lands – och skärgården är landmassans yttersta utpost i försvarshänseende. Taktisk samverkan med armén uppfattade han som viktigare än med örlogsflottan. Genom att utnyttja egna markförband och landbatterier på skärgårdsöarna kunde man uppnå mångdubbel effekt i strid. Mankell beundrade Karl XII, men riktade kritik mot Gustav II Adolf.

### Politikern
Mankell var även liberal politiker och var en av stiftarna av Nyliberala sällskapet 1867. Han var riksdagsledamot i andra kammaren för Stockholms stads valkrets 1870–1872, satt i första kammaren för Kronobergs läns valkrets 1883–1890 och återkom därefter till andra kammaren för Stockholms stads valkrets 1891–1896. Vid invalet 1870 anslöt han sig till Nyliberala partiet, men övergick 1871 till Lantmannapartiet. Under sin tid i första kammaren var han partilös. Vid återkomsten till andra kammaren tillhörde han andra kammarens center 1891–1894 och därefter från 1895 den nybildade liberala gruppen Folkpartiet. I riksdagen satt han bland annat i lagutskottet 1872 samt 1891–1892; han var också statsrevisor 1873–1875, 1878–1880 samt 1882–1886.
Mankell var med i skarpskytterörelsen; han var också starkt engagerad i rösträttsrörelsen och var ordförande för Sveriges allmänna rösträttsförbund 1890–1897 samt ordförande vid 1893 års folkriksdag. Han var inte minst på det sättet en centralgestalt i kampen för allmän rösträtt i Sverige.

### Familj
Julius Mankell var son till Abraham Mankell och Carolina Vilhelmina Lundberg samt kusin till Henning Mankell den äldre. Julius Mankell gravsattes den 1 mars 1897 på Norra begravningsplatsen.